# Cnemotrupes blackburni
Cnemotrupes blackburni är en skalbaggsart som beskrevs av Fabricius 1781. Cnemotrupes blackburni ingår i släktet Cnemotrupes och familjen tordyvlar. Utöver nominatformen finns också underarten C. b. excrementi.